# Bill Pilczuk
Bill Pilczuk est un ancien nageur américain né le 14 septembre 1971 à Cape May Point, dans le New Jersey. Il est spécialiste du 50 m nage libre.

## Carrière
En 1998, il réussit un tour de force lors des championnats du monde, à Perth en Australie, en remportant le 50 m libre devant le russe Alexander Popov, champion du monde et double champion olympique en titre de l'épreuve. Pilczuk signe là le meilleur temps de sa carrière en 22 s 29.

## Palmarès

### Championnats du monde
- Championnats du monde 1998 à Perth (Australie) :
  -  Médaille d'or sur 50 m nage libre

### Championnats pan-pacifiques
- Championnats pan-pacifiques 1997 à Fukuoka (Japon) :
  -  Médaille d'or sur 50 m nage libre
- Championnats pan-pacifiques 1999 à Sydney (Australie) :
  -  Médaille de bronze sur 50 m nage libre

### Jeux panaméricains
- Jeux panaméricains 1995 à Mar del Plata (Argentine) :
  -  Médaille d'argent sur 50 m nage libre